# Каша из топора (мультфильм)
«Ка́ша из топора́» — кукольный мультипликационный фильм 1982 года. Экранизация одноимённой русской народной сказки о похождениях находчивого солдата, была создана режиссёром Иваном Уфимцевым.
В 1983 году вышло продолжение «Как старик наседкой был».

## Сюжет
Снят по мотивам русских народных сказок.
Шёл с войны солдат. По дороге заглянул к некоей бабушке Меланье и её мужичку. Бабушка оказалась жадной и, сославшись на полное отсутствие продуктов, кормить солдата отказалась. Тогда бывалый солдат предложил сварить кашу из топора.

## Создатели
| Автор сценария                | Виталий Злотников |
| Кинорежиссёр                  | Иван Уфимцев |
| Художник-постановщик          | Николай Титов |
| Кинооператор                  | Александр Виханский |
| Композитор                    | Геннадий Гладков |
| Звукооператор                 | Борис Фильчиков |
| Редактор                      | Наталья Абрамова |
| Художники-мультипликаторы:    | Наталия Дабижа, Елена Гагарина, Сергей Косицын |
| Куклы и декорации изготовили: | Олег Масаинов, Павел Гусев, Владимир Аббакумов, Виктор Гришин, Марина Чеснокова, Галина Филиппова, Светлана Знаменская, Наталия Гринберг, Наталия Барковская, Александр Беляев, Александр Максимов, Семён Этлис |
| Директор съёмочной группы     | Григорий Хмара |

## Роли озвучивали
- Николай Караченцов — Солдат
- Борис Владимиров — Меланья
- Борис Новиков — Старик

## Издания
- В 1990-е годы на аудиокассетах изданием Twic Lyrec была выпущена аудиосказка по одноимённому мультфильму с текстом Александра Пожарова.